# 菲尔斯河畔陶夫基兴
菲尔斯河畔陶夫基兴，通称陶夫基兴，是德国巴伐利亚州的一个市镇。总面积70.18平方公里，总人口9149人，其中男性4617人，女性4532人（2011年12月31日），人口密度130人/平方公里。